# Qutb-ad-Din Xirazí
Qutb-ad-Din Xirazí (persa: قطب‌الدین شیرازی) (Kazerun, 1236 – Tabriz, 1311) va ser un filòsof i científic persa. De jove va començar a estudiar medicina i es va apropar a la mística sufí. Posteriorment va estudiar astronomia amb Nassir-ad-Din at-Tussí i gràcies a ell va entrar en contacte amb la cort mongol, on va tenir l'oportunitat d'estudiar amb els mestres més reputats de l'època. Va escriure sobre diverses branques del saber i va destacar també com a poeta, músic i jugador d'escacs.

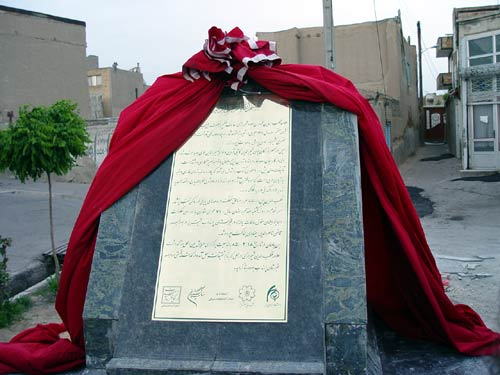
Tomba de Xirazí

És conegut, antre altres coses, er haver escrit tres tractats de cosmografia en els quals exposava un model del moviment solar que pretenia explicar el decreixement continu de l'obliqüitat de l'eclíptica i l'excentricitat solar des del temps de Ptolemeu,